# Emilio Pascual
Emilio Pascual Martín (Tejares, Segovia, 1948) es un escritor, editor, poeta, narrador y crítico español.

## Biografía
Licenciado en Filología Hispánica por la Universidad Complutense de Madrid, pronto comenzó a trabajar en Ediciones Paulinas. A partir de 1980 pasa a la Editorial Anaya, donde ha desarrollado buena parte de su carrera editorial, en las áreas de literatura infantil y de textos clásicos (en el sello Cátedra). Ha ocupado el cargo de director general de Publicaciones Infantiles y Juveniles de la editorial Anaya y más tarde pasó a desempeñar la dirección de la  Ediciones Cátedra.

## Trayectoria
Vinculado al mundo de la edición desde finales de 1973, empezó trabajando en Ediciones Paulinas, lo que ha generado alguna confusión en su bibliografía, pues a veces se le han atribuido como propios, textos de aquella primera época que sólo eran traducciones o adaptaciones. Su primera novela fue El Purgatorio de don Oficinio (Edival, 1977), que era una sátira sobre la burocracia y sus contradicciones suicidas. Novela primera y primeriza, apuntaba ya sin embargo algunas de las constantes de su autor: el cuidado por el lenguaje y por la prosa, la devoción obsesiva por el Quijote, así como la intertextualidad, la parodia y la cita secreta. 
Pero, dedicado ya en exclusiva al mundo de la edición, tras licenciarse en Filología hispánica pasó a Anaya en 1980, abandonó definitivamente la enseñanza, y se entregó a editar, anotar, a veces traducir y redactar «Apéndices» de la colección «Tus Libros» de Ediciones Generales Anaya.
Durante más de veinte años su silencio literario fue casi total. Apareció algún texto con el pseudónimo de «Nazario de Casia» —uno de ellos, titulado Aventura en el gris, sería ampliado y recogido después en Trío de color—, ejerció la crítica en la revista El Urogallo, y fue publicando muy esporádicamente algún cuento (por ejemplo, «Las trompetas de Jericó», «La virgen tuerta»), ensayo breve y poemas sueltos en la revista luxemburguesa Abril, dirigida por José María Holguera. En 1992 escribió una Guía Junior para la Expo de Sevilla, en 2222 octosílabos, con divertidas anotaciones sobre algunas de las atracciones de la Cartuja.
Hasta que en 1999 sorprendió a todos con Días de Reyes Magos, libro galardonado con el Premio Lazarillo y que al año siguiente obtuvo el Premio Nacional de Literatura Infantil y Juvenil. El libro era un canto de amor a la literatura escrita, a través de la peripecia vital de un muchacho, hijo, alumno y amigo desorientado. En él aparecieron o se consolidaron algunas de las líneas maestras de su literatura: el mundo como teatro y representación, la máscara y el disfraz de nuestras vidas, la cara oculta de la realidad, los amores secretos que actúan en la sombra, la tragicomedia de la vida, que sin embargo es capaz de hacer crecer una rosa en el desierto. Así, el abuelo de «Aventura en el negro»

«…lloraba de agradecimiento porque, a través de unas noticias falsas, de un aparato de radio hueco y engañoso como la vida misma, había vivido para ver que todavía era posible el jaramago entre las ruinas, el bálsamo de una flor en la basura».
 Trío de color

Tras Días de Reyes Magos publicó El fantasma anidó bajo el alero. Ambientada en los recios años de la posguerra, dibujaba la inocencia y el amor en medio de la oscuridad del fratricidio.
En 2001 fue nombrado director de Ediciones Cátedra, cargo en que permaneció hasta finales de 2008. Entre tanto apareció Trío de color y Apócrifos del Libro, una serie de 17 estampas sobre conocidos episodios o pasajes de la Biblia, de gran concisión, melancolía a veces, y siempre rebeldía contra toda suerte de fanatismo político o religioso.
Su última obra por el momento ha sido El gabinete mágico. Libro de las bibliotecas imaginarias, un recorrido por más de setenta bibliotecas insertas en otros tantos títulos de la narrativa universal, sin perder el humor y las conexiones con otras ventanas del libro, las bibliotecas que los contienen, y sus lectores, apasionados, distantes o enloquecidos. De él ha dicho Luis Mateo Díez: «Me quedo estupefacto ante tanta maravilla, un fascinante trabajo fuera de toda evaluación, algo verdaderamente extraordinario. Fastuoso. Entro en el Gabinete y no encuentro modo de salir, no en vano es una propuesta tan laberíntica como infinita».

## Obras
- El Purgatorio de don Oficinio, Edival, Valladolid, 1977, ISBN 84-740-4085-X.
- Aventura en el Gris (cuento infantil), con ilustraciones de Alicia Cañas, Libertarias/Prodhufi, Madrid, 1991, ISBN 978-84-79540-32-6.
- Guía junior de Expo'92, varios idiomas, Expo/Anaya, Madrid, 1992, ISBN 978-84-207-4718-7.
- Días de Reyes Magos, con ilustración de Javier Serrano, Anaya, Madrid, 1999, ISBN 84-207-9079-6.
- La novela de aventuras o volver tras un largo viaje, Publicaciones de la Sociedad Menéndez Pelayo, Santander, 1999, ISBN 84-86922-27-X.
- Campomanes y yo, con ilustraciones de Javier Serrano, Ministerio de Educación Cultura y Deporte, Madrid, 2002, ISBN 84-369-3670-1.
- El fantasma anidó bajo el alero, con ilustración de Javier Serrano, Anaya, Madrid, 2003, ISBN 84-667-2721-3.
- Apócrifos del Libro, con ilustraciones de Javier Serrano, Alianza, Madrid, 2004, ISBN 84-206-4578-8.
- Trío de color. Tres historias de Mesterosos, Apisonados y Dolorientes, con ilustraciones de Alicia Cañas, San Pablo, Madrid, 2005, ISBN 978-84-28527-65-1.
- El número de la Bella, Valnera, Santander, 2010, ISBN 978-84-93681-34-0.
- La última dedicatoria de Cervantes, Oportet Editores, Madrid, 2013, ISBN 978-84-939915-0-0.
- Conversaciones de grupo con latín al fondo, Valnera, Santander, 2022, ISBN 978-84-125330-1-9.
- El gabinete mágico. Libro de las bibliotecas imaginarias, Siruela, Madrid, 2023, ISBN 978-84-19553-04-1.